# Johann Eberhard Stüve

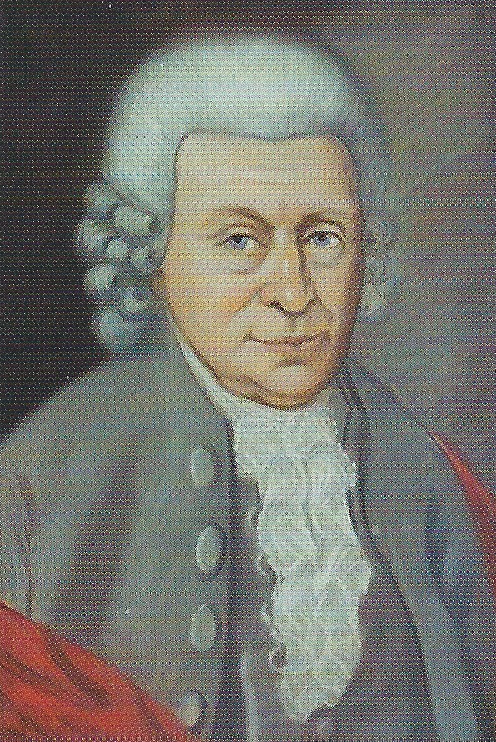
Johann Eberhard Stüve, anonymes Porträtgemälde aus dem 18. Jh.

Johann Eberhard Stüve (* 8. September 1715 in Osnabrück; † 23. November 1798 ebenda) war ein deutscher Jurist, Politiker und Historiker. Er verfasste eine Chronik des Hochstifts Osnabrück.

## Leben und Werk
Johann Eberhard Stüve studierte Rechtswissenschaften in Jena und Halle an der Saale. Im Jahr 1742 wurde er promoviert. Seit 1743 arbeitete Stüve als Advokat. Er war ab 1762 Mitglied im Rat der Stadt Osnabrück und ab 1768 ihr Syndikus.
Von ihm stammt eine Beschreibung des Hochstifts Osnabrück einschließlich einer Statistik und Geografie sowie einer Regenten- und Landesgeschichte von der Gründung des Bistums bis zum Jahr 1789, ferner einige Gnadenbriefe, Verträge und andere Aktenstücke. Er interpretierte römische Münzfunde in der Gegend von Kalkriese als Erster als Überreste der Legionen des Varus.
Stüve heiratete 1753, später ein zweites Mal. Sein Sohn Heinrich David Stüve war seit 1797 Bürgermeister von Osnabrück. Johann Carl Bertram Stüve war Johann Eberhard Stüves Enkel.

## Schriften
- Johann Eberhard Stüve: Beschreibung und Geschichte des Hochstifts und Fürstenthums Osnabrück mit einigen Urkunden. Schmidtsche Buchhandlung, Osnabrück 1789 (Volltext in der Google-Buchsuche). oder Volltext in der Google-Buchsuche-USA